# Теорема Яна — Теллера
Теорема Яна — Теллера (англ. Jahn — Teller theorem) — відома в різних формулюваннях.
- 1. Якщо в квантовій системі повній електронній енергії в адіабатичному наближенні (ядра фіксовані) відповідають кілька станів, тобто наявне виродження, то завжди знаходяться такі ядерні зміщення, які знімають це виродження.
- 2. Якщо будь-який вироджений електронний стан містить таке число електронів, що не всі орбіталі є повністю зайнятими, геометрія частинки зміниться так, щоб утворились невироджені орбіталі. Це стосується комплексів перехідних металів.
- 3. Вироджений електронний стан нелінійної молекули не може бути стійким, отже якщо основний стан такої молекули вироджений, то її природний стан — менш симетрична форма, в якій немає виродження. Ця теорема не поширюється на лінійні молекули, які можуть існувати в симетричних вироджених станах.
- 4. Будь-яка молекулярна частинка у виродженому електронному стані є менш стабільною, ніж її конфігурація з нижчою симетрією, в якій виродження відсутнє. Цей факт використовується в хімії перехідних металів, зокрема при описі структури октаедрально координованих атомів металів з високоспіновою d4, низькоспіновою d7 та d9 конфігураціями.